# 品川警察署
品川警察署（しながわけいさつしょ）は、警視庁が管轄する警察署の一つである。
警視庁第二方面に属し、品川区の東北部を管轄している。
署員数およそ180名、識別章所属表示はNA。車両の対空表示は「品」。

## 所在地
- 東京都品川区東品川三丁目14番32号

最寄駅：京浜急行電鉄本線新馬場駅

## 管轄区域
品川区
- 東品川一・二・三・四丁目（五丁目は東京湾岸警察署の管轄）
- 南品川一・二・三・四・五・六丁目（全域）
- 広町一・二丁目（全域）
- 西品川一丁目（25番・26番・28番から30番までを除く）、二丁目（9番の一部を除く）、三丁目（一丁目25番・26番・28番から30番までと二丁目9番の一部は荏原警察署の管轄）
- 豊町一丁目（2番の一部。それ以外の地域は荏原警察署の管轄）
- 戸越一丁目（25番から27番・29番の各一部、31番。それ以外の地域は荏原警察署の管轄）
- 北品川一・二・三・四・五・六丁目
- 東五反田二丁目（16番から22番まで）、三丁目（18番・19番、20番の一部。それ以外の地域は大崎警察署の管轄）

## 沿革
- 1875年（明治8年）12月：品川警察署開設。
- 1928年（昭和3年）9月1日：大井警察署開設。本署から分離。
- 1934年（昭和9年）2月：野呂栄太郎が拷問により死亡。
- 1969年（昭和44年）11月16日：ML派の学生デモが警察署を襲撃。投石および火炎瓶を投擲したため、警察側も屋上から催涙弾などで対抗[1]。

## 組織
- 警務課
- 交通課
- 警備課
- 地域課
- 刑事組織犯罪対策課
- 生活安全課

## 交番
- 台場交番（品川区北品川一丁目29番8号）
- 青物横丁駅前交番（品川区南品川二丁目5番9号）
- 三ツ木交番（品川区西品川二丁目6番12号）
- 御殿山交番（品川区北品川六丁目7番21号）
- 天王洲交番（品川区東品川二丁目2番17号）
- 駐在所はない。

## 地域安全センター
- 二日市地域安全センター（品川区南品川六丁目6番7号）2007年（平成19年）4月1日に二日市交番から転換。